# Pinara
Pinara (grec antic: Πίναπα) va ser una ciutat de Lícia al peu de les muntanyes Cragus i no lluny de la riba oest del Xantos, on es venerava l'heroi lici Pàndar, un personatge de la Ilíada d'Homer que va participar en la guerra de Troia i un famós arquer, cap d'un contingent que els licis de la Tròade van enviar per socórrer a Príam. El mateix Apol·lo li va ensenyar a tirar amb l'arc.
Estrabó diu que Pinara era una de les ciutats mès grans del país, i tot i que no és esmentada per altres autors les seves ruïnes demostren que va tenir força importància. Menècrates, historiador de Lícia, esmentat per Esteve de Bizanci, diu que era una colònia de Xantos i es va dir inicialment Artimnesos, més tard canviat a Pinara que en el llenguatge lidi local volia dir «turó rodó».
Les seves ruïnes van ser descobertes per Sir Charles Fellows prop del llogaret de Minare (Fethiye, Muğla). El teatre es conserva en prefecte estat; també estan força ben conservades les muralles i alguns edificis; es troben nombroses tombes algunes amb boniques escultures.